# Vosí hnízdo (povídka)
Vosí hnízdo (v originále Wasp's Nest) je detektivní povídka Agathy Christie, jež poprvé vyšla v roce 1928 v časopisu Daily Mail. Do češtiny byla poprvé přeložena roku 2007.

## Děj povídky
V této povídce se Hercule Poirot rozhodne zabránit vraždě, která ještě neproběhla. Z tohoto důvodu navštíví svého přítele Johna Harrisona, jenž je zasnouben s Molly Deanovou. S touto dívkou byl ale dříve zasnouben i jeho přítel Claude Langton a vše nasvědčuje tomu, že se s rozchodem nesmířil. Na stopu potenciální vraždy přivede Poirota vosí hnízdo, které se Claude chystá zničit.
Citace z knihy:
„Povědomé zaskřípání přinutilo Harrisona, aby se prudce otočil. Kdo to sem zahradní brankou jde? V další minutě se mu po tváři rozlil výraz naprostého úžasu, protože tu šviháckou postavičku, která se k němu blížila po cestě, v tomhle koutě světa čekal ze všeho nejméně. „Propána, to je báječné!“ vykřikl. „Monsieur Poirot!“ A nade vši pochybnost to skutečně byl slavný detektiv Hercule Poirot, který proslul po celém světě.“

## Postavy
Knižní postavy:
- Hercule Poirot –⁠ detektiv
- John Harrison –⁠ spisovatel
- Claude Langton –⁠ bývalý přítel Molly Deaneové
- Molly Deaneová –⁠ snoubenka Johna Harrisona

## Jazyk
Povídka Vosí hnízdo je detektivní příběh psaný er-formou. Jazyk díla je spisovný, přičemž v některých částech knihy se vyskytují také jazykové prostředky knižní vrstvy. Tyto prvky jsou patrné především v promluvách jednotlivých postav. Jména postav zůstávají nepřeložená a kromě několika francouzských slov (např. monsieur, mon ami, ...) jsou jedinými cizími výrazy v celém textu. Jména ženských postav se v knize přechylují. Dílo obsahuje přímou řeč. Autorka nepoužívá figury či jiné básnické prostředky.

## Knižní verze
Povídka vyšla nejprve časopisecky v roce 1928 v Daily Mail. Později vyšla 9. března 1929 v Detective Story Magazine, následně v antologii Double Sin and Other Stories roku 1961 v nakladatelství Dodd, Mead and Company (USA). Ve Velké Británii byla poprvé zahrnuta v Poirot's Early Cases 1974.
Povídka vyšla v českém jazyce v několika sbírkách povídek:
- Rané případy Hercula Poirota, Knižní klub, 2007 a 2013
- Vosí hnízdo / Wasp's Nest, Garamond, 2011
- Hercule Poirot: Povídky, Knižní klub, 2016

## Adaptace
Vosí hnízdo bylo historicky první televizní adaptaci díla Agathy Christie. Vysílala ho stanice BBC v rámci pořadu Theatre Parade v červnu roku 1937. Scénář navíc napsala sama autorka. Z důvodu dobových technických omezení bylo vysíláno pouze v Londýně a nebylo nahráváno. V této adaptaci se objevil Francis L. Sullivan v roli Hercula Poirota. Tato povídka posloužila také jako předloha pro pátou epizodu třetí řady seriálu Hercule Poirot z roku 1991, v níž hlavní roli ztvárnil David Suchet. Do této epizody byly zároveň přidány postavy Poirotových přátel a spolupracovníků, které se sice v seriálu i v jiných knihách Agathy Christie objevují pravidelně, ale v této předloze se nevyskytují. Těmi jsou kapitán Hastings v podání Hugha Frasera, šéfinspektor Japp, jehož ztvárnil Philip Jackson, a slečna Felicity Lemonová, kterou hrála Pauline Moran.

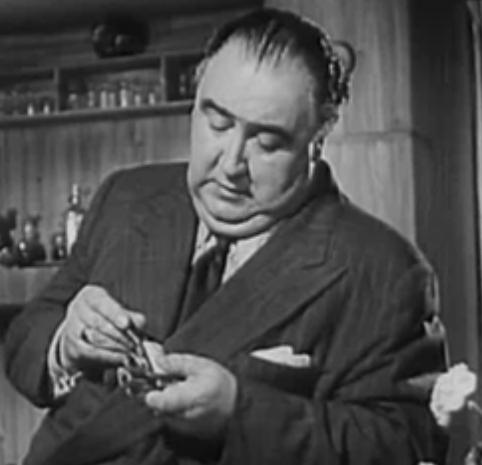
Francis L. Sullivan

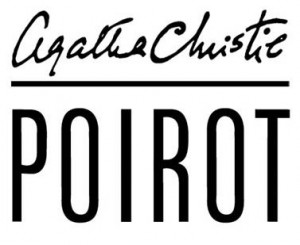
Logo seriálu Hercule Poirot

Postavy v epizodě seriálu Hercule Poirot:
- David Suchet –⁠ Hercule Poirot
- Hugh Fraser –⁠ Arthur Hastings
- Philip Jackson –⁠ šéfinspektor Japp
- Pauline Moran –⁠ slečna Lemonová
- Peter Capaldi –⁠ Claude Langton
- Melanie Jessop –⁠ Molly Deaneová
- Martin Turner –⁠ John Harrison

| Režie                     | Brian Farnham             |
| Název epizody             | Vosí hnízdo (Wasp's Nest) |
| Premiéra (Velká Británie) | 27. ledna 1991            |
| Délka                     | 50 minut                  |
| Scénář                    | David Renwick             |
| Hudba                     | Christopher Gunning       |
| Kamera                    | Jason Lehel               |
| Produkce                  | Brian Eastman             |
| Střih                     | Frank Webb                |